# Jenő svéd királyi herceg
Jenő Napóleon Miklós (Eugén Napoleon Nicolaus) (Stockholm, 1865. augusztus 1. – 1947. augusztus 17.) a Bernadotte-házból származó svéd és norvég királyi herceg, festő és műgyűjtő.

## Élete

### Származása, ifjúkora

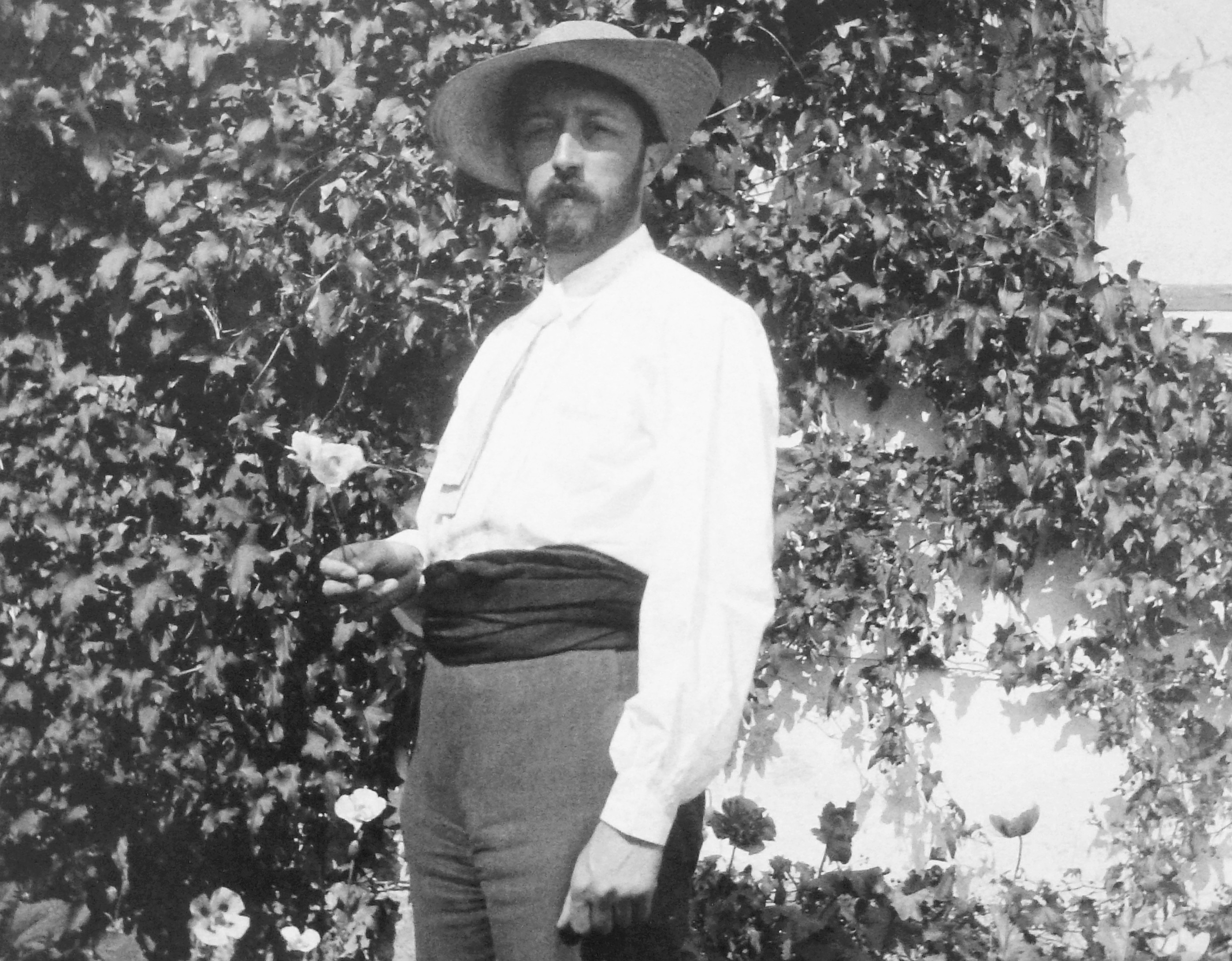
Prins Eugén a kertben

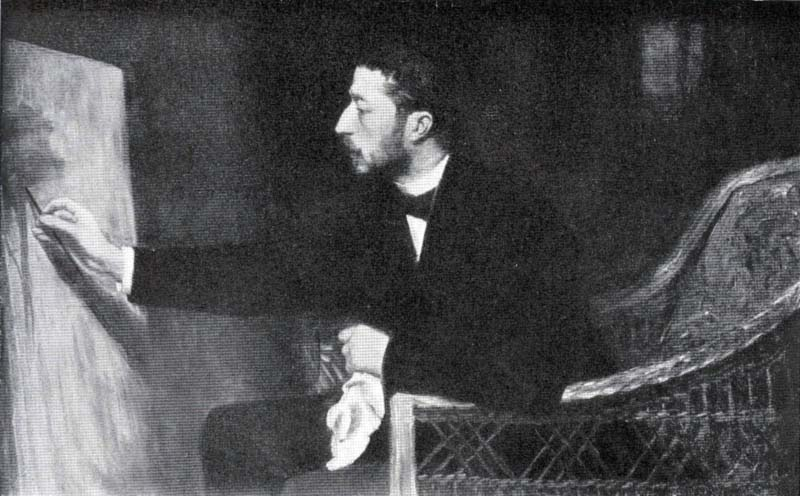
Prins Eugén fest

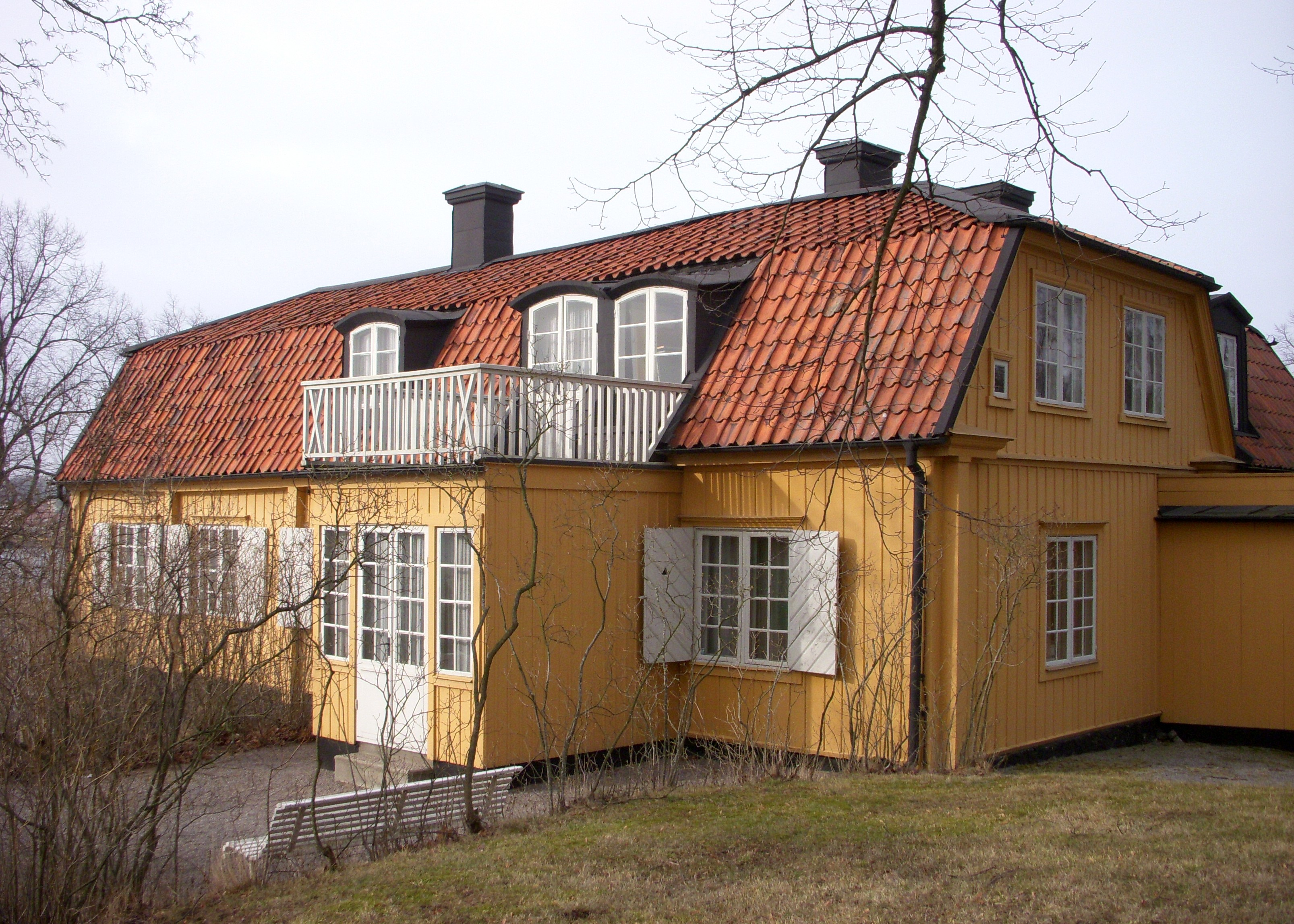
A Régi ház 2012-ben

1865-ben született a stockholmi Drottningholm kastélyban. Édesapja Oszkár svéd királyi herceg, a későbbi II. Oszkár király, édesanyja pedig Zsófia született nassaui hercegnő, házassága révén svéd hercegné, majd királyné volt. Szülei házasságából négy gyermek született, Jenő utolsóként, testvérei:
- V. Gusztáv (1858–1950), Värmland hercege, apja halála után Svédország királya. Viktória badeni hercegnőt vette feleségül.
- Oszkár (1859–1953), Gotland hercege, orvos és a svéd hadsereg tábornoka. Mivel 1888-ban rangon aluli házasságot kötött Ebba Munk af Fulkilával (1858–1946), elvesztette jogait és címét, és a Bernadotte hercege titulust kapta, mely haláláig szólt. Nagybátyja, Adolf luxemburgi nagyherceg 1892-ben a Wisborg grófja címet adományozta neki.
- Károly (1861–1951), Västergötland hercege. 1897-ben Ingeborg dán hercegnőt (1878–1958) vette feleségül.
- Jenő

Születésekor a Närke hercege címet kapta. Édesanyja akaratának megfelelően nem magántanárok tanították, hanem egy arisztokrata fiúk számára fenntartott iskolában tanult testvéreihez hasonlóan. Művészi képessége hamar megmutatkozott. 1885–86 között az Uppsalai Egyetemen tanult, ezzel egy időben Wilhelm von Gegerfelt (1844–1920) festő tanítványa is volt. Apja kezdetben nem támogatta fiát művészi pályáján később azonban beleegyezett. Anyja mindvégig kitartott fia mellett, akkor is mikor úgy döntött, hogy művészeti képzését Párizsban folytatja. Apja úgy vélekedett a festészet szórakozásnak megfelel, de foglalkozásnak nem. Párizsi tanulmányait 1887 és 1889 között folytatta. Párizsi tartózkodása alatt Celsing Gustaf vendégszeretetét élvezte és felesége, Ulla 1888-ban modellt állt Az erkélyen (På balkongen) című képéhez. 1889-ben a Svéd Királyi Művészeti Akadémia első tiszteletbeli tagjának választotta.

### A művész
Az 1890-es évektől nyarainak nagy részét a festésnek szentelte. Műveinek nagy részén a tipikus svéd tájat örökítette meg. Ebben az évtizedben történt meg művészi áttörése. Lírai és romantikus stílusú festményei fontos szerepet játszott a svéd tájfestészetben. A herceg festményeit megannyi kiállításon mutatta be, melyek közül a legnagyobb a Lijlevalchs Múzeumban bemutatott volt 1925-ben. Műveit Oslóban és Helsinkiben is bemutatták. Nem csak vászonra festett azonban; az ő munkája többek között a kirunai templom oltárképe, a stockholmi városháza (Stockholms stadshus) egy 40 méter hosszú falfestménye, amelynek befejezéséhez 6 évre volt szüksége, valamint a Királyi Drámaszínház (Kungliga Dramatiska Teatern) előcsarnokának falfestménye.
1899-ben megvásárolta a királyi család nyári rezidenciája, Rosendal kastély közelében a Djurgården szigeten lévő területeket, ahol már 1892-ben rövidebb időt töltött. A birtokon már állt két kisebb ház, az egyiket műteremként vette igánybe, a másikat, az úgynevezett Régi házat (Gamla huset) pedig lakhelyként használta azokon a nyarakon, míg a kastély el nem készült. A tervezési munkálatokkal a kor egyik legjobban foglalkoztatott tervezőjét, Ferdinand Boberget bízta meg, a kert megtervezésében a herceg is részt vett. Végül két év után a kastély 1905-ben készült el és az év őszén a herceg be is költözött. 1913-ban újra együttműködve a tervezővel elkészült a galéria, ahol saját festményei és gyűjteményének becses darabjai kerültek kiállításra. A kastélyról 1945-ben a herceg így nyilatkozott: „Egy festő számára jobb helyet képzelni sem lehetne.” A kastélyban látható két legjelentősebb munkája, a Molnet (Felhő) és a Det gamla slottet (A régi kastély) című festménye is.
Élete végéig itt élt és hatalmas műgyűjteményt hozott létre, több mint 2000 alkotást (főleg festmény, de ezenkívül rajzok, szobrok), 444 művésztől, főleg svédektől, de gyűjteményében megtalálható volt Picasso és Munch egy-egy munkája is. A szobrok között eredeti alkotások is találhatók, de másolatok is megtalálhatók Rodintől (Gondolkodó) és a Szamothrakéi Niké-ről is bronzból, melyről festményt is készített 1932-ben. Mikor 1947-ben meghalt kastélyát és gyűjteményét az államra hagyta és kívánságának megfelelően múzeumot alakítottak ki belőle, mely 1948-ban nyitotta meg kapuit a nagyközönség előtt. A herceg kastélyrészét nagyrészt változatlan hagyták, míg a két felsőbb emelet – beleértve a műtermét is – időszaki kiállításoknak ad helyet.
Soha nem nősült meg, sok kutató szerint homoszexuális volt. Ő volt az első a királyi családban, akit elhamvasztottak. Hamvait a kastély közelében helyezték örök nyugalomra.
1945-ben, 80. születésnapjára a király Prins Eugen-medaljen néven díjat alapított, amit azok kaphatnak meg mind a mai napig, akik művészeti teljesítményükkel kiemelkedőt alkottak.

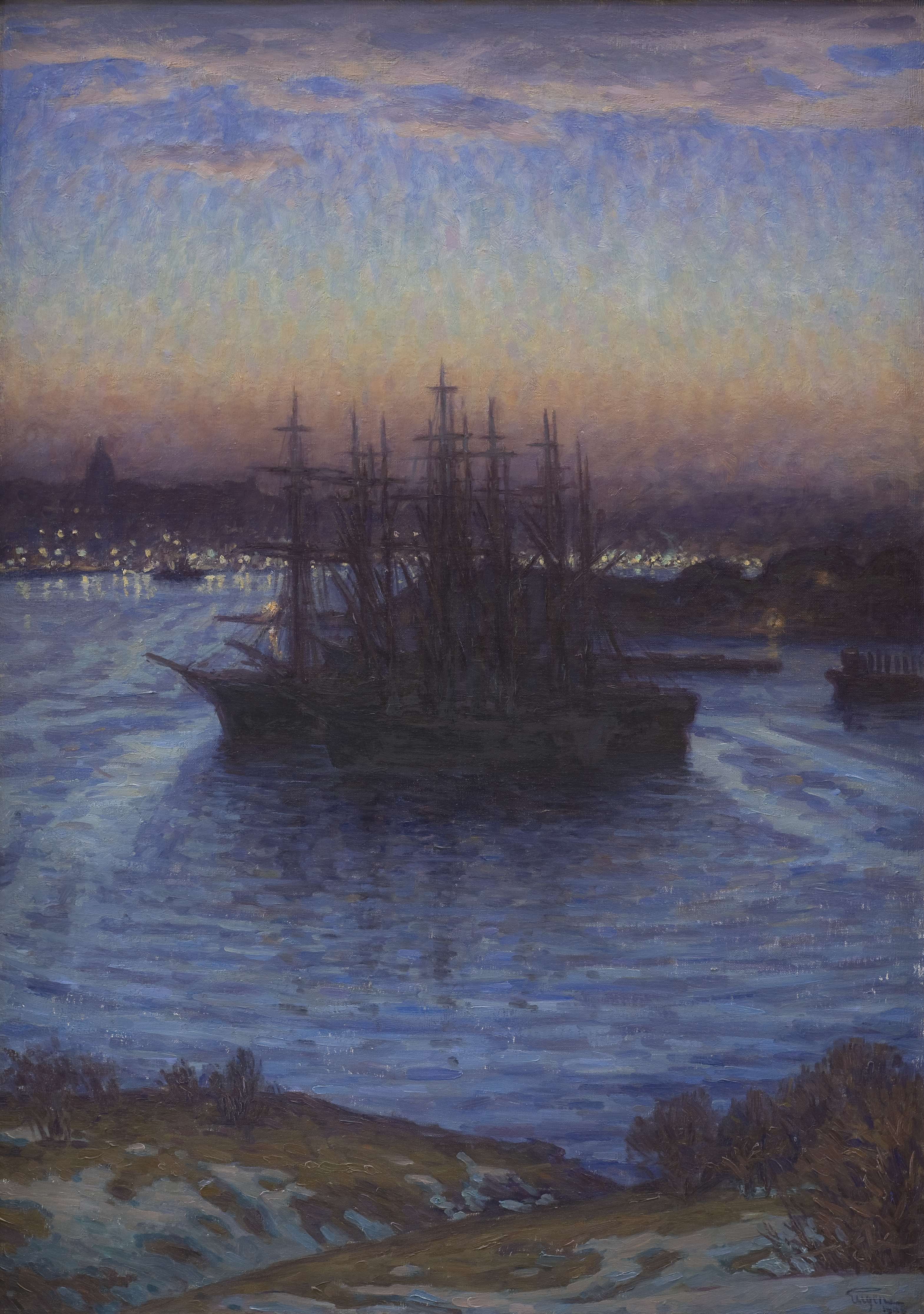
Hajó a kikötőben
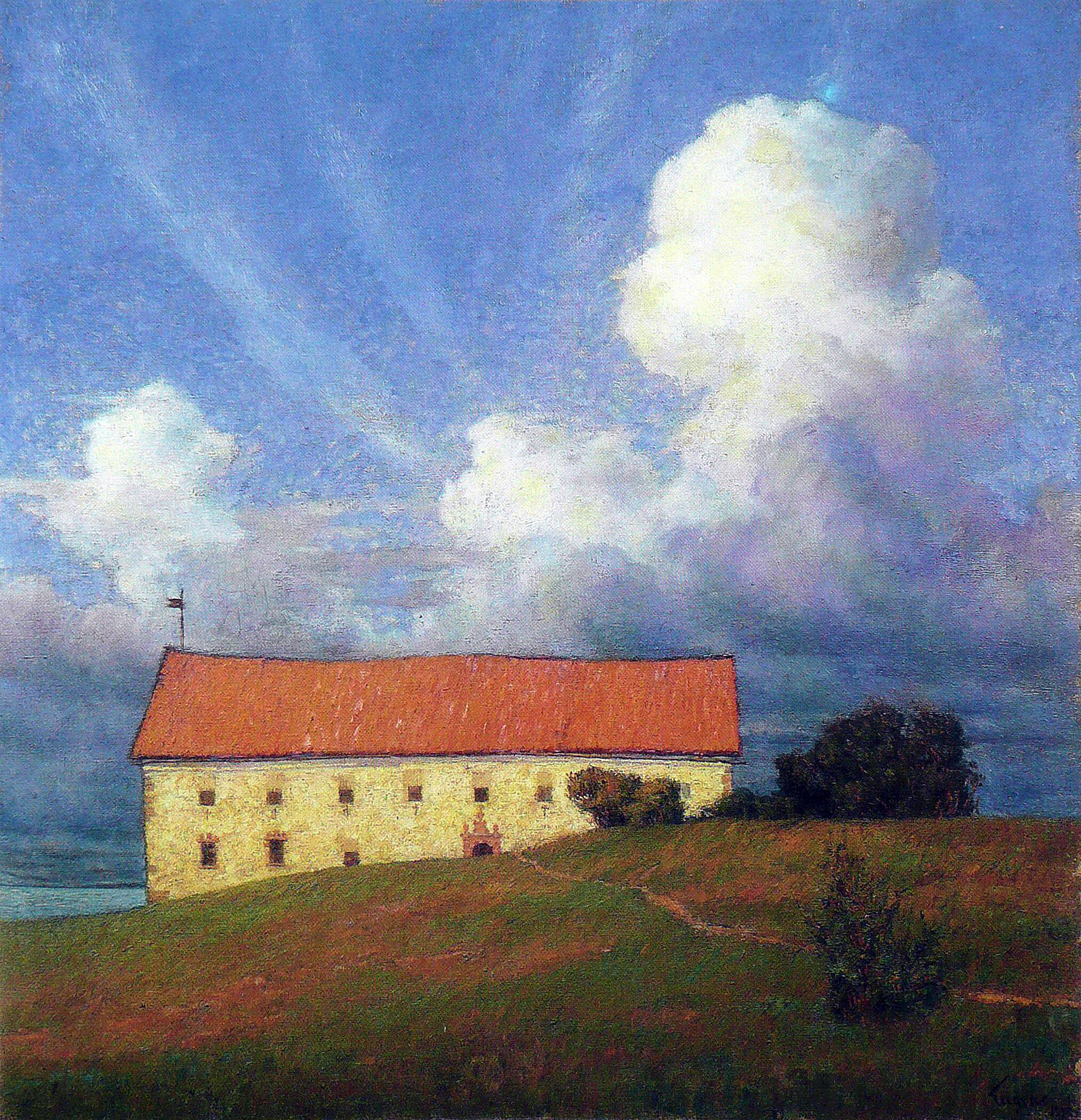
A régi vár – Sundbyholm kastély
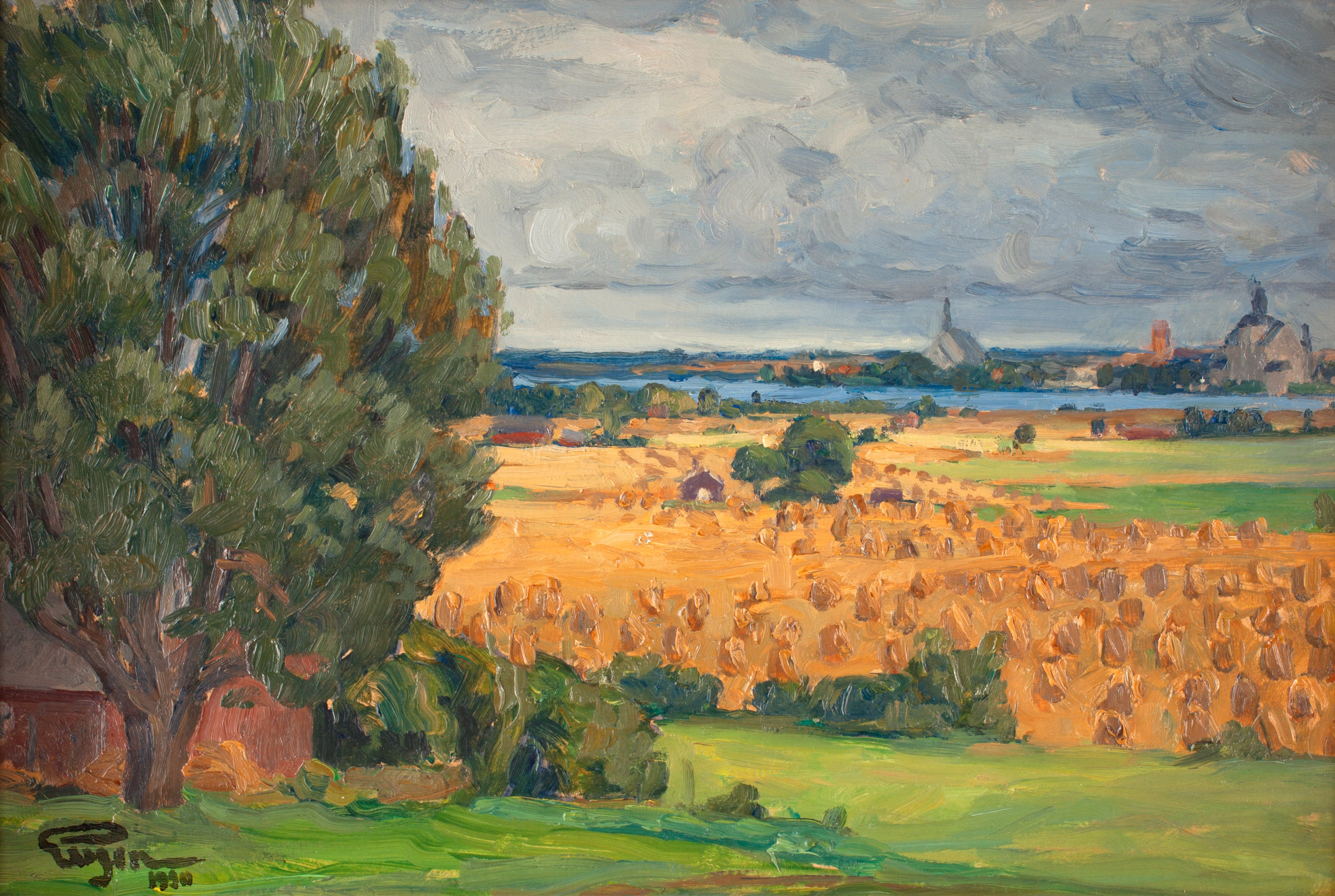
Vadstena távolról nézve
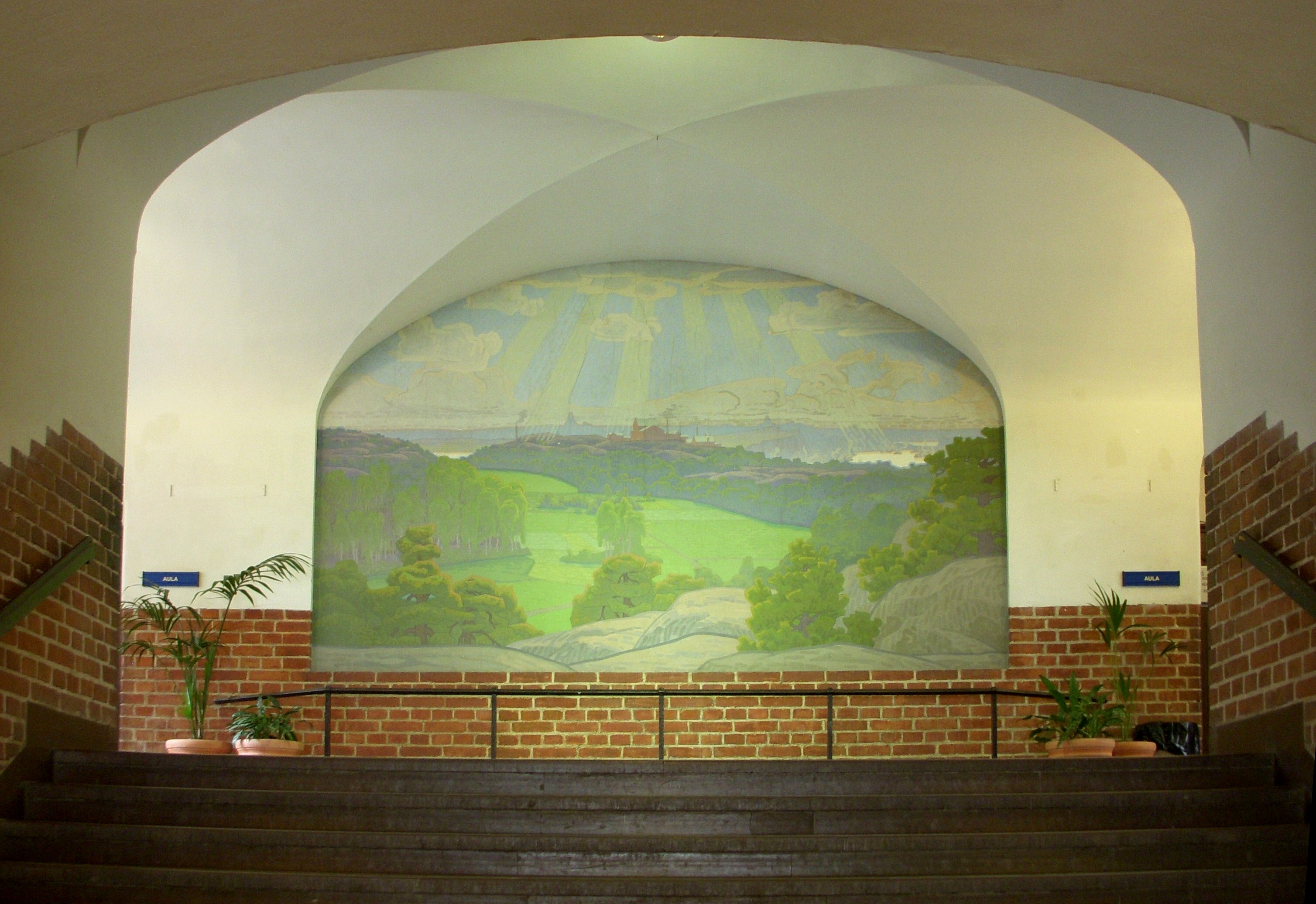
Az östermalmi gimnázium

## Festményei
| - På balkongen, 1888 - Kristin (Vid fönstret), 1889 - Valdreskvinna, 1889 - Motiv från Valdres, 1890 - Månuppgång i Valdres, 1890 - Kvastmakarbacken, vinter, 1890 - Våren, 1891 - Skogen, 1892 - Regnväder, Balingsta, 1891 - Där skogen glesnar, 1892 - Lyckans tempel, 1892 - Elegi I, 1892 - Det gamla slottet, 1893 - En sista solglimt, 1893 - Gamla huset med staden, 1893 - Rött hus, Venedig, 1894 - Molnet, 1895 - Glimmande fönster, 1895 - Vitsippor, 1895 - Sommarnatt, 1895 - Molnet, 1896 - Den blå villan, Florens IV, 1897–1898 - Hagastämningar. Del av triptyk, 1896–98 - Det stilla vattnet, 1901 - Nattmoln, 1901 - Trädgårdseken, 1902 - Från balkongen, Waldemarsudde, 1903 - Gamla Waldemarsudde I, 1904 - Det klarnar efter regn, 1904 - Afton, Lilla Tyresö, 1905 - Disig sommarnatt, 1906 - På utgående, 1906 - Upplyst ångbåt, 1906 - Rökar, Oljefabriken, 1907 - Kvarnen, höstkväll, 1908 - Rimfrost, 1909 - Motiv från Dala, Västergötland, 1910, - Gröndal, Frödings bostad, 1911 - Altartavlan i Kiruna kyrka. Skiss, 1911 - Oakhill, 1911 - Solfläck, 1915 - Marskväll. Grindstugan, Waldemarsudde, 1916 | - Staden vid vattnet, 1916–22 - Mot Omberg, 1920-tal - Akropolis, Aten, 1920 - Cap Sunion, 1920 - Skylar Örberga, 1920 - Forum från Palatinen, 1921 - Latinergravarna, 1921 - Vatikanen från Petersplatsen, 1921 - Hörn av Örgården, 1922 - Det regnar på Omberg, 1925 - Grå vinterdag, 1926 - Ljusglinder från staden, 1927 - Aftonhimmel över Vättern, 1927 - Åskväder II, 1927 - Fåfängan, vintermorgon, 1928 - Det övergivna stenbrottet, 1929 - Jagande skyar, 1930–1935 - Strandbild, Waldemarsudde, 1930 - Backarna mot Brösarp, 1931 - Hamnen i Kivik, 1931 - Bourdelles Herakles i snö, 1931 - Gröna kullar II, 1932 - Nike i snö mot rosa luft, 1932 - Stenbrott nära Arles, 1936 - Dyner, Skåne (Sandhammaren), 1936 - Röd jord, 1936 - Fåfängan i snö, 1937 - Sanddyner med tall, 1937 - St:e Victoire i moln, 1939 - Bergsformation, Aix-en-Provence, 1936 - I nödhamn, 1939 - Gamla Waldemarsudde, 1942 - Gamla pilen, 1942 - Snötyngd buske, 1942 - Ångbåt och "skyskrapor", 1944 - Fredhäll, 1945 - Waldemarsudde från viken, 1945 - Herakles, 1946 - Äng i Frisens park. III, 1946 - Mot Hammarbyleden, 1947 - Hässjor i Frisens park, 1947 |